# Bétrot
Le Betrot est une rivière du département de l'Aube dans la région Grand Est, et un affluent de la Vanne. Il est donc un sous-affluent de l'Yonne. Cette dernière se jette dans la Seine.

## Géographie
La longueur de son cours d'eau est de 8,2 km. Il prend sa source à Dierrey-Saint-Pierre à 144 mètres d'altitude au lieu-dit La Pointe aux Prêtres et se jette dans la Vanne à l'ouest d'Estissac à 132 mètres d'altitude, juste avant la station d'épuration et une pisciculture. Il coule globalement du nord vers le sud-ouest.

## Communes et cantons traversés
Dans le seul département de l'Aube, le Betrot traverse trois communes et deux cantons :
- dans le sens amont vers aval : Dierrey-Saint-Pierre (source), Dierrey-Saint-Julien, Estissac (confluence).

Soit en termes de cantons, le Betrot prend source dans le canton de Marcilly-le-Hayer, traverse et conflue dans le canton d'Estissac.

## Affluent
Le Betrot n'a pas d'affluent référencé.

## Autres toponymes
- le Bétrot ou Betrot (avec ou sans accent)
- le ruisseau du Betrot ou le ruisseau du Bétrot (avec ou sans accent)

## Tourisme
- Les Fontaines du Betrot, secteur qui passe pour être le lieu où les troupes d'Attila se seraient embourbées après la bataille des champs Catalauniques en 451 selon Gabriel Groley. Si la présence de restes archéologiques anciens est attesté dans le secteur de Dierrey-Saint-Julien, l'hypothèse que la bataille eut lieu à proximité n'a, à ce jour, jamais été prouvée[réf. nécessaire].

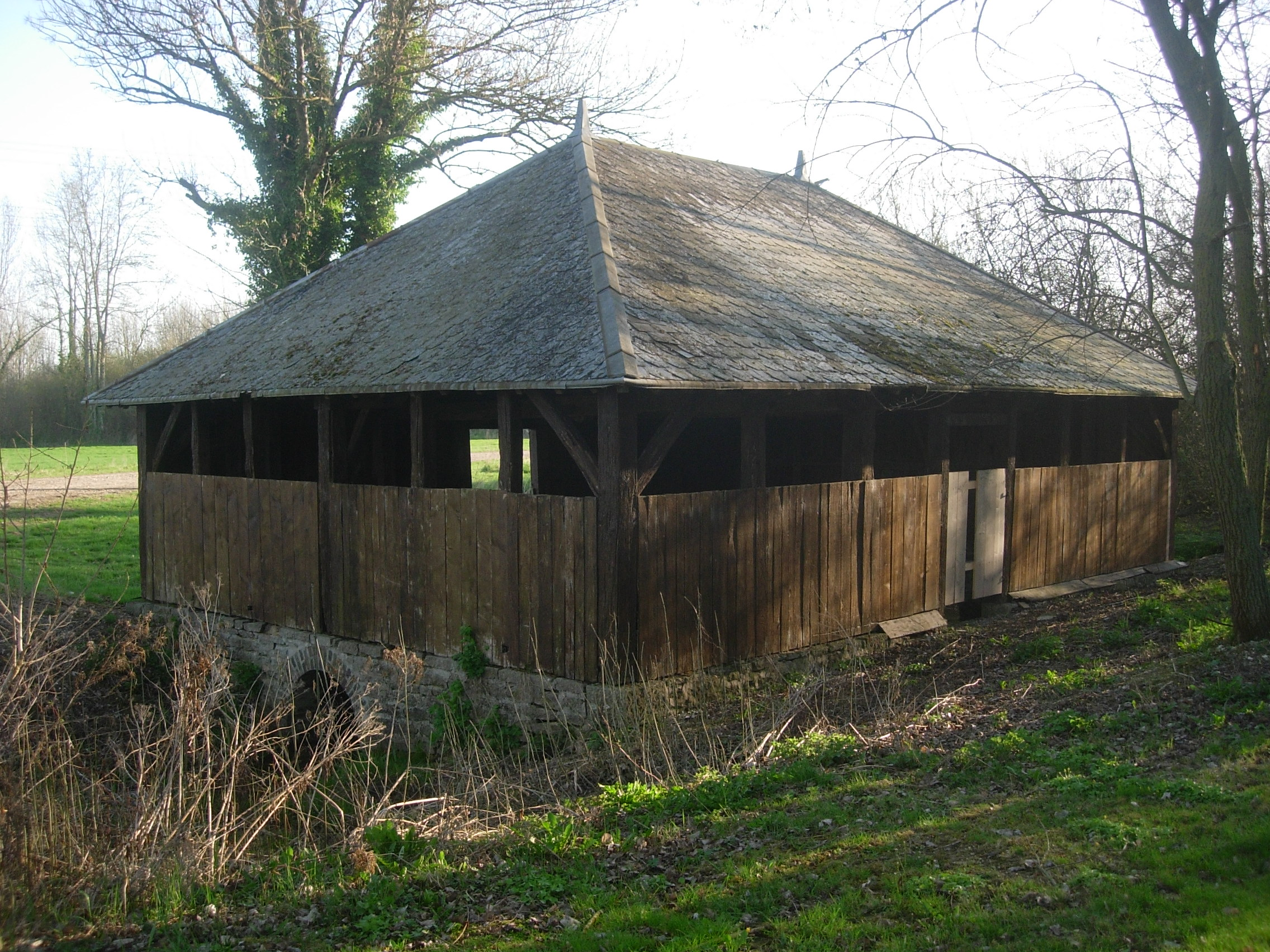
Le lavoir de Dierrey-Saint-Julien
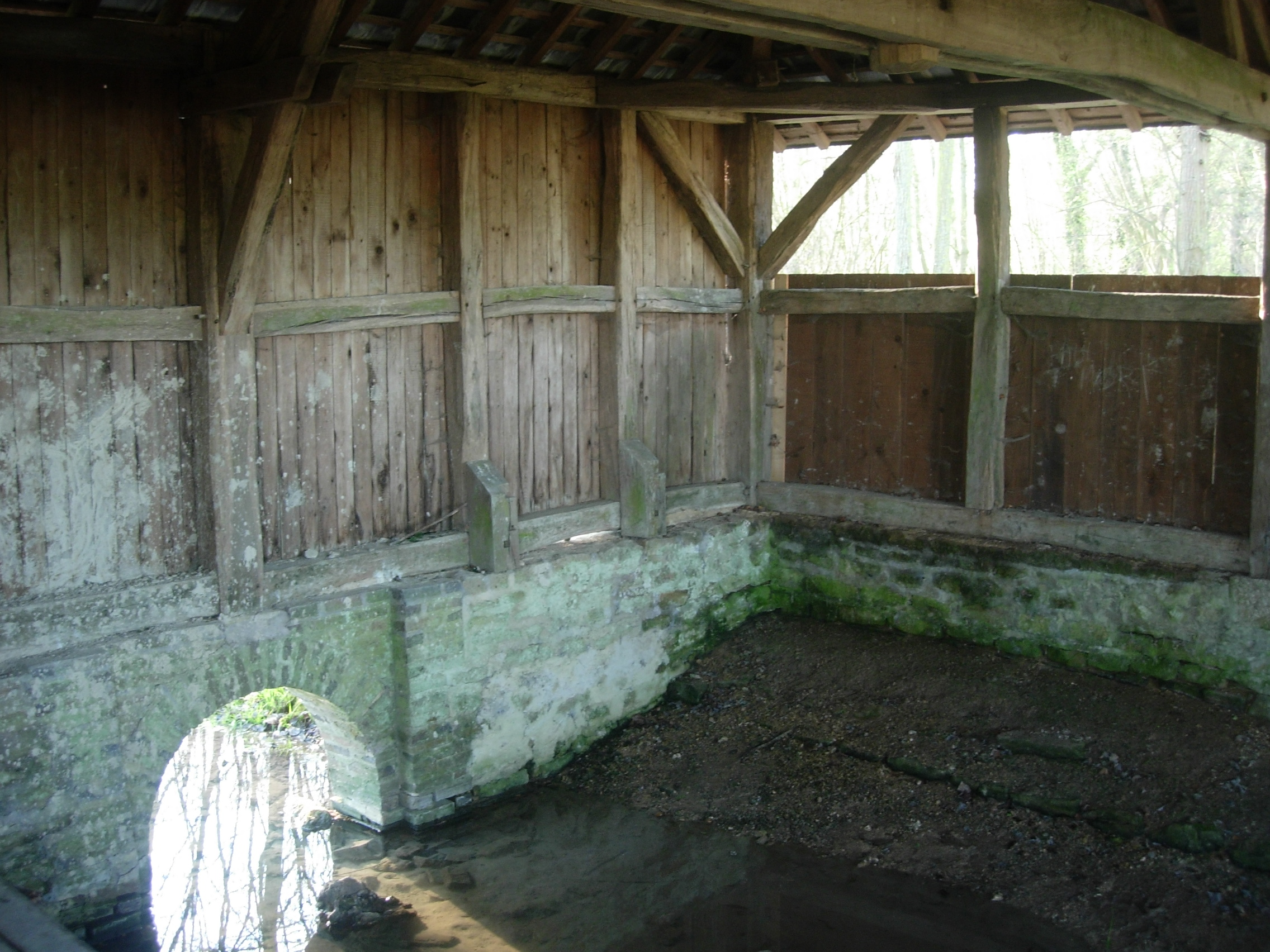
Le lavoir de Dierrey-Saint-Julien
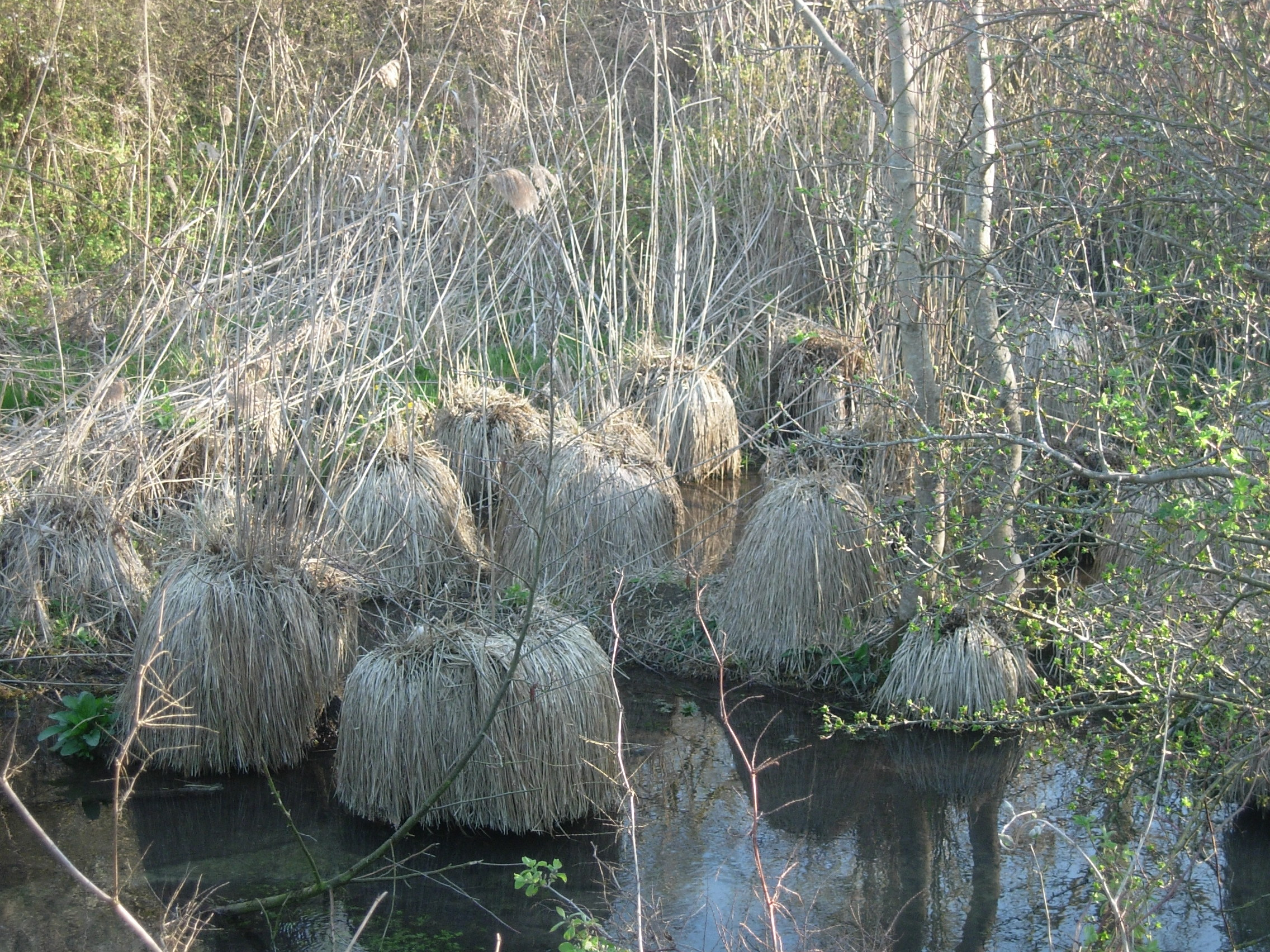
Les Fontaines du Betrot : un endroit marécageux